# بيركات حاخاماه

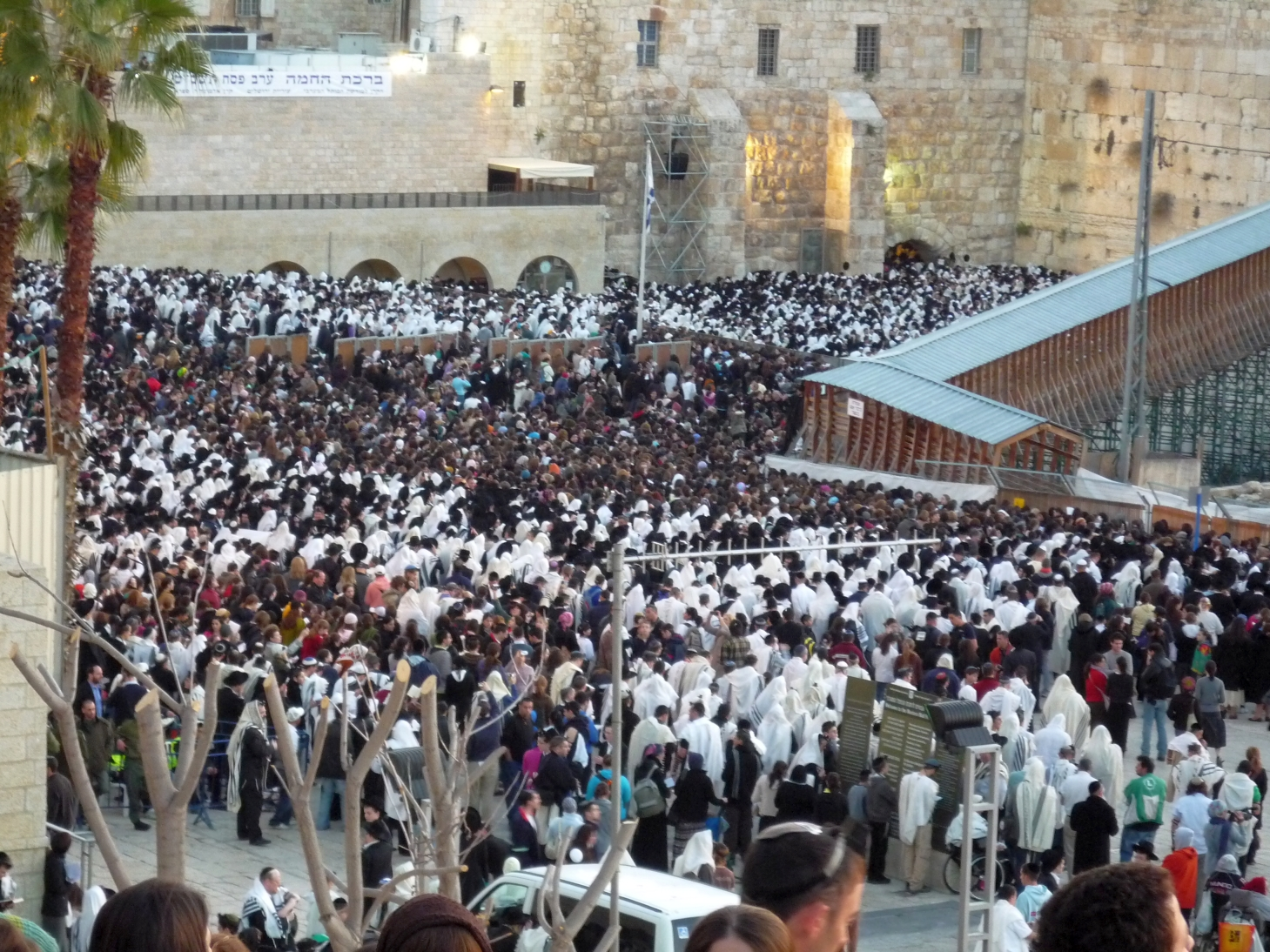
الاحتفال بيوم بيركات حاخاماه عند حائط المبكى (حائط البراق).8 أبريل/نيسان 2009

بيركات حاخاماه (بالعبرية: ברכת החמה) أي «بركات الشمس»، هو عيد يهودي ترجع أصوله لكتاب التلمود حيث يوصف فيه بأنه اليوم الذي ترجع خلاله الشمس إلى المكان الذي كانت تشغله عندما قام الله بخلق الكون.
هذا اليوم يتكرر مرة واحدة كل 28 عاماً. في مدينة القدس يحتفل اليهود به بالوقوف عند حائط المبكى وبمراقبة بزوغ الشمس مع أداء تراتيل وأناشيد دينية خاصة.

## حساب يوم العيد
يذهب البعض إلى أن هناك خطأ في تحديد يوم بيركات حاخاماه وذلك بسبب الاعتماد على طرق قديمة للحساب، فقد كان اليهود يعتقدون قبل ألفي عام أن السنة مؤلفة من 365 يوماً وست ساعات، تم تعديل هذا فيما بعد لتصبح السنة 365 يوماً وخمس ساعات وثمان وأربعين دقيقة، وهكذا يصبح الفرق كبيراً مع مرور مئات السنين. فبناء على ذلك فإن الاحتفال بهذا العيد عام 2009 (الذي تم يوم 8 أبريل/نيسان) كان متأخراً بما مقداره 19 يوم عن موعده الأصلي، أي وجب أن يكون الموعد الحقيقي للاحتفال يوم 20 مارس/آذار.

## وصلات خارجية
- The Birkat Hachama Prayers סדר התפלות ברכת החמה (www.kehillaton.com)